# Roger Nilson
Roger Nilson, född den 5 mars 1949, är en svensk läkare och tävlingsseglare. Han är reservofficer (kapten) i flottan.
Nilson har seglat fler varv runt jorden än någon annan svensk. På sju försök har han fem gånger lyckats genomföra Whitbread Round the World Race/Volvo Ocean Race. Han har också varit navigatör på den franska katamaranen Orange II som satte världsrekord i hastighetssegling jorden runt: 50 dagar 16 timmar 20 minuter och 4 sekunder.
1989-1990 var Nilson skeppare ombord på den svenska båten The Card vid det årets Whitbreadtävling. 1993-1994 hette den svenska båten i samma tävling Intrum Justitia och Nilson var åter skeppare.
2007 fick Roger Nilson stor uppmärksamhet i samband med att han gav ut boken Mot stormens öga, som självutlämnande beskrev problem med sexmissbruk.